# Maxera oblita
Maxera oblita là một loài bướm đêm trong họ Noctuidae.